# (200373) 2000 QH89
(200373) 2000 QH89 es un asteroide perteneciente al cinturón de asteroides descubierto el 25 de agosto de 2000 por el equipo del Lincoln Near-Earth Asteroid Research desde el Laboratorio Lincoln, Socorro, Nuevo México, Estados Unidos.

## Designación y nombre
Designado provisionalmente como 2000 QH89.

## Características orbitales
2000 QH89 está situado a una distancia media del Sol de 2,371 ua, pudiendo alejarse hasta 2,800 ua y acercarse hasta 1,942 ua. Su excentricidad es 0,180 y la inclinación orbital 5,115 grados. Emplea 1333,75 días en completar una órbita alrededor del Sol.

## Características físicas
La magnitud absoluta de 2000 QH89 es 16,1. 